# فوکر وی.۶
فوکر وی.۶ (انگلیسی: Fokker V.۶) یک هواپیمای ساخت فوکر است .